# 아든 조
아든 조(영어: Arden Cho, 1985년 8월 16일 ~ )는 한국계 미국인 배우, 가수, 모델이다. 드라마 《틴 울프》의 키라 역으로 잘 알려져 있다.

## 생애 초반
아든 조는 미국 텍사스주 애머릴로에서 태어나서 텍사스주 샌안토니오와 플레이노에서 성장했다. 부모는 딸이 태어나기 2년 전 한국에서 미국으로 이민한 한국계 미국인으로, 태권도장을 운영했다.
그녀가 성장한 텍사스주는 소수 인종이 거의 없던 지역이어서, 아든 조는 본인이 종종 아웃사이더처럼 느껴졌다고 한다. 어린 시절에 종종 괴롭힘을 당했고 신체적 공격으로 인한 부상을 당하면서 2차례나 병원에 입원하기도 했다. 아든 조는 이때의 사건에 대해 "나는 어린 시절에 치아 2개가 빠졌고 부서진 치아가 몇 개 더 있었습니다. 그래서 나는 여전히 철사를 쓰고 있습니다. 저의 얼굴 전체가 잘려서 나빴고 완전히 회복하는 데에 6개월이 걸렸습니다."라고 증언했다. 아든 조는 나중에 미네소타주 애플밸리에 위치한 고등학교에 진학했다.
아든 조는 원래 변호사가 되기 위하여 일리노이 대학교 어배너-섐페인에서 심리학을 전공했으나, 미디어 속에 등장하는 아시아계 미국인의 협소한 입지를 보고 배우가 되기로 결심했다. 아든 조는 첫 번째 드라마 수업을 청취한 이후에 직업에 대한 관심을 갖게 되었는데 "드라마는 자신이 마음을 열고 상상할 수 있는 사람이 될 수 있는 첫 번째 경험이었습니다."라고 밝혔다. 아든 조는 아시아계 미국인 문화에 더 많이 노출되었다. 또한 아시아계 미국인 협회가 주최한 각종 패션쇼에 참가했다. 아든 조는 2007년에 대학교를 졸업하고 케냐에서 의료 선교 여행을 떠나면서 다음 여름을 보냈다.

## 경력
아든 조는 케냐에서 돌아온 이후에 로스앤젤레스로 이주하여 연기 경력을 쌓기 위하여 다양한 일을 전개했다. 당시 그녀는 배우로서의 경력이 없었지만, 첫 에이전트는 발레, 첼로, 피아노 등 그녀의 음악적, 신체적 재능의 이력을 보고 그녀를 고용했다. 이후 미국과 아시아에서 영화, 텔레비전 시리즈, 광고에 출연했다.
아든 조는 2008년에 로키 조가 감독을 맡은 단편 영화 〈마이 퍼스트 크러시〉에서 가수 메건 리가 연기한 '효리' 역의 성인 버전을 연기했다. 2010년에는 단편 영화 〈비밀 잡일 요원〉에서 테일러 역할을 맡았다.
아든 조는 2011년에 ABC 드라마 《프리티 리틀 라이어스》 시즌 1의 20화에 출연하여 페이지 매컬러스(린지 쇼)의 친구 프루 역할을 맡았다. 또한 그녀는 메리 램버트가 감독을 맡은 괴물 영화 《메가 파이톤 vs 게토로이드》에서 지아 역할을 맡았다. 2013년에 출시된 비디오 게임 《툼 레이더: 리부트》에서는 성우로 출연하여 주인공 라라 크로프트의 친구 서맨사 니시무라 역할을 맡았다.
아든 조는 2014년에 드라마 《틴 울프》에서 주인공 스콧 매콜의 연인인 '키라 유키무라' 배역을 맡았다. 키라 유키무라는 한국계 아버지와 일본계 어머니의 혼혈로, 학교에 난입한 총기 난사범을 제압하는 과정에서 불여우의 초능력을 각성하고 이후 검을 가지고 스콧 매콜과 함께 적과 싸운다. 시즌 3까지는 비정기적으로 출연였으나, 시즌 4에서 주연으로 승격되었다.
2016년 4월 아든 조는 일리노이 대학교 시카고에서 열린 아시아계 미국인 인식의 달 기념 강연을 앞두고, 개인 채널에 올린 유튜브 동영상을 통해 《틴 울프》 시즌 6에 복귀하지 않는다고 밝혔다. 2017년에는 《시카고 메드》 시즌 3에서 주연 이선 최 의사의 여동생 에밀리 역할을 맡았다.

### 유튜브
아든 조는 과거에 유튜버 그레이스 수와 함께 유튜브 블로그 채널 아티초크 앤 피치(Artichoke and Peachie)의 일원으로 활동했다. 이 채널은 나중에 운영이 종료되었다. 그녀는 웹 시리즈 《K타운 카우보이스》(KTown Cowboys)에도 출연했다.
아든 조는 개인 유튜브 채널인 ardenBcho를 보유하고 있으며 동영상 블로그, 히트곡 리메이크, 오리지널 뮤직비디오를 중심으로 300개 이상의 동영상이 업로드되어 있다. 이 채널은 2020년 2월 기준으로 500,000명 이상의 구독자를 보유하고 있다.

## 모델 활동
아든 조는 2004년 미스코리아 시카고 대회에서 우승하면서 대한민국 서울에서 열린 미스코리아 선발 대회에 참가할 수 있는 기회를 주었다. 한때 대한민국에서 텔레비전 드라마 출연 논의가 오가기도 했으나, 다이어트와 성형수술 요구 때문에 그 기회를 놓치고 말았다. 그녀는 나이키, 맥도날드, 버라이즌, 크리니크 등의 광고에 출연했으며 특히 대한민국의 한 에어컨 광고에서는 스턴트우먼으로 피겨스케이팅 선수인 김연아의 대역을 맡았다.
2010년에 화장품 브랜드인 크리니크는 아든 조를 아시아 광고 캠페인의 모델로 발표했다. 이 캠페인은 2010년 11월 중순에 시작되었다. 크리니크는 "아든 조가 한국인이어서가 아니라 아시아를 대표하는 미모를 지녔기 때문에 선택했다."고 전했다. 2010년에 리복 모델로, 2008년에는 나이키 재팬 모델로 활동했다. 또한 애플, 알렉산더 매퀸의 모델로 활동했고 패션 잡지 《보그》, 《NYLON》, 《퍼플》에 출연했다.

## 음악 활동
아든 조는 2010년에 《K타운 카우보이스》 소속 배우인 셰인 윤과 함께 대한민국의 음악 그룹 JYJ의 미국 투어의 진행자를 맡았다. 아든 조는 2011년에 자신의 첫 싱글인 《I'm Just a Girl》을 발매했다. 조는 이 싱글에서 작사가, 작곡가, 가수를 담당했고 에드 황이 작사가, 음악 프로듀서를 담당했다.
2011년 2월 25일에는 팀 라카테나가 출연한 싱글 뮤직비디오를 유튜브에 게재했다. 아든 조는 2013년에 자신의 첫 EP 음반인 《My True Happy》 투어 계획을 발표했는데 그 이전에는 《틴 울프》에서 리커링 캐릭터로 출연했다. 아든 조는 2019년 9월에 싱글 《Simply》를 발매했다.

## 사업
아든 조는 2019년 2월 6일에 미국 뉴욕 소재 시계 회사 레너드 앤 처치(Leonard & Church)의 대표가 되었다.

## 사생활
아든 조는 기독교 신자이다. 아든 조는 태권도 사범인 아버지로부터 훈련을 받으면서 성장했고 아버지가 운영하던 태권도장에서 검은띠를 받았다.
아든 조는 2002년부터 포커 선수로 활동했다. 2018년에 열린 월드 시리즈 오브 포커에서는 최종 순위 662위를 기록하여 21,750 달러의 상금을 획득했다.

## 출연작 목록

### TV 드라마
| 연도    | 제목                 | 원제                | 배역          | 비고                                     |
| ------- | -------------------- | ------------------- | ------------- | ---------------------------------------- |
| 2008    | MADtv                | Mad TV              |               | 시즌13 11화                              |
| 2009    | CSI: 뉴욕            | CSI: NY             | 가희 백       | "Communication Breakdown" 에피소드 출연  |
| 2011    | 프리티 리틀 라이어스 | Pretty Little Liars | 프루          | "Someone to Watch Over Me" 에피소드 출연 |
| 2011    | 리졸리 앤 아일스     | Rizzoli & Isles     | 리            | "My Own Worst Enemy" 에피소드 출연       |
| 2014-16 | 틴 울프              | Teen Wolf           | 키라 유키무라 |                                          |
| 2014    | 캐슬                 | Castle              | 키아라        | "The Way of the Ninja" 에피소드 출연     |
| 2015    | 하와이 파이브-O      | Hawaii Five-0       | 미아 프라이스 | "Kuka'awale (Stakeout)" 에피소드 출연    |
| 2016    | 트윈 페스트          | Tween Fest          | 렉시 C        | 8회분 출연                               |
| 2017    | 프리키시             | Freakish            | 토냐          | 2회분 출연                               |
| 2017-18 | 미스 2059            | Miss 2059           | 아든 영       | 시즌2 주연                               |
| 2018-19 | 시카고 메드          | Chicago Med         | 에밀리 최     | 17회분 출연                              |

### 영화
| 연도 | 제목                      | 원제                      | 배역          | 비고          |
| ---- | ------------------------- | ------------------------- | ------------- | ------------- |
| 2010 | 비밀 잡일 요원            | Agents of Secret Stuff    | 테일러        | 단편          |
| 2011 | 메가 파이톤 vs 게토로이드 | Mega Python vs. Gatoroid  | 지아          |               |
| 2013 | 백악관 최후의 날          | Olympus Has Fallen        | 한국인 저격수 | 크레딧 미기재 |
| 2013 | 베이타운 디스코           | The Baytown Outlaws       | 앤젤          |               |
| 2013 | 베이사이드 얄개들         | Saved by the Bell         | 제시 스페이노 | 단편          |
| 2013 | 재봉사의 딸               | The Dressmaker's Daughter | 바버라 김     | 단편          |
| 2014 | 라이트 잇 인 더 스카이    | Write It in the Sky       | 여행자        | 단편          |
| 2016 | 스턱                      | Stuck                     | 얼리샤        |               |
| 2025 | 케이팝 데몬 헌터스        | K-Pop: Demon Hunters      | 루미          |               |